# ۱۶۵۲ (میلادی)
۱۶۵۲ (میلادی) هزار و ششصد و پنجاه و دومین سال تقویم میلادی است.

## زادگان
- ۸ ژانویه – ویلهلم هومبرگ، شیمی‌دان آلمانی (د. ۱۷۱۵)
- ۲۷ مه – الیزابت شارلوت، نویسنده آلمانی (د. ۱۷۲۲)

## درگذشتگان
- ۲۱ آوریل – پیترو دلاواله، نویسنده، کاشف، و آهنگساز ایتالیایی (ز. ۱۵۸۶)